# Чигвајанте
Чигвајанте (шп. Chiguayante) је општина у Чилеу. По подацима са пописа из 2002. године број становника у месту је био 81.238.

## Демографија
| 2002.  |
| ------ |
| 81.238 |